# Zofia Kozłowska-Budkowa

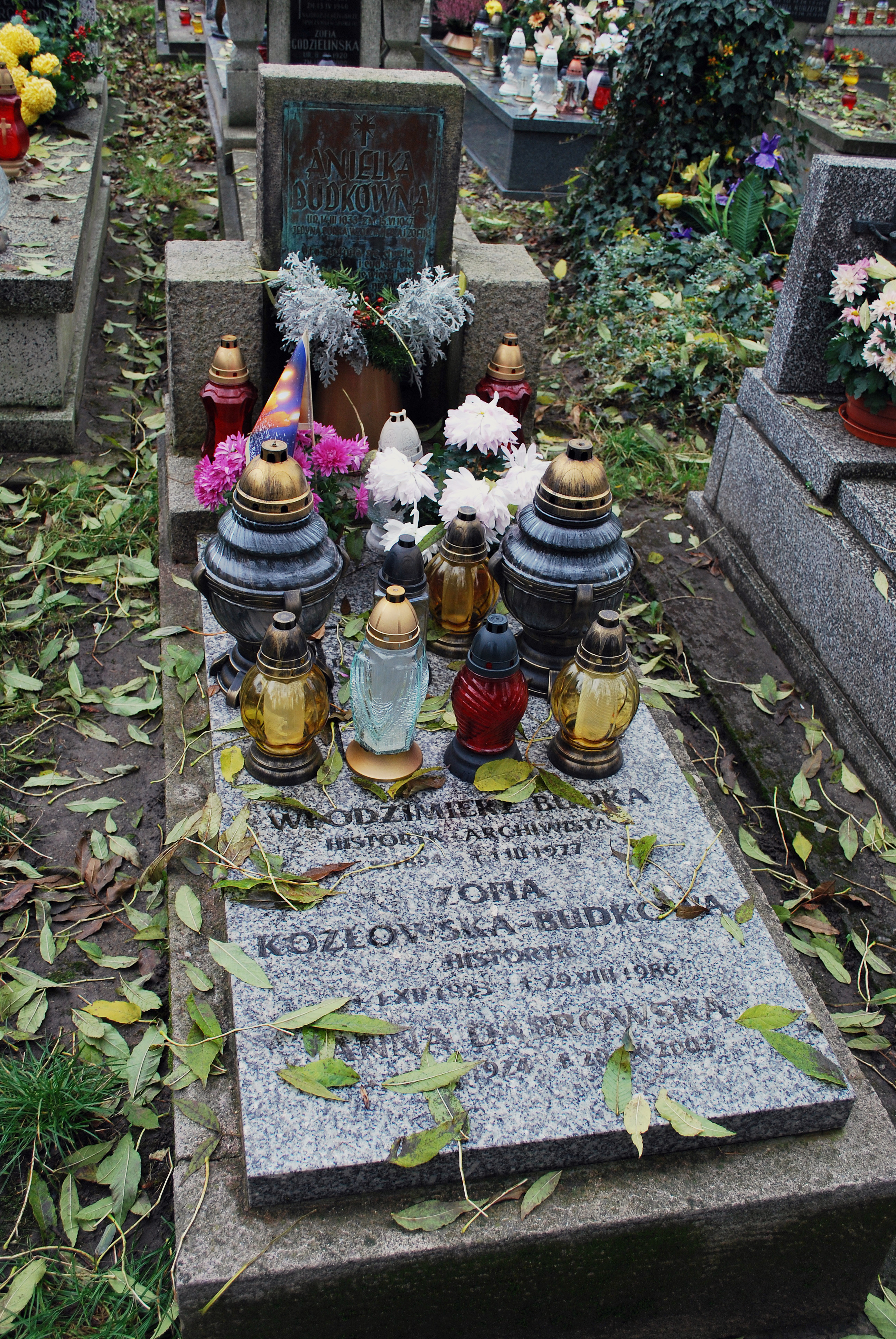
Nagrobek Zofii Kozłowskiej-Budkowej na cmentarzu Rakowickim w Krakowie

Zofia Kozłowska-Budkowa (ur. 1 grudnia 1893 w Lipnicy, zm. 29 sierpnia 1986 w Krakowie) – polska historyczka, mediewistka, profesor Uniwersytetu Jagiellońskiego.

## Życiorys
Pochodziła z rodziny ziemiańskiej o tradycjach patriotycznych Jej dziadek Leon Strasburger był uczestnikiem powstania styczniowego. Jej rodzicami byli właściciel Lipnicy i Rembieszyc Romuald Rafał Ksawery Kozłowski (ur. 1864) i Lucyna ze Strasburgerów (1873-1944). Miała liczne rodzeństwo: dwie siostry: Helenę (1894-1945) i Annę (1896-1944) oraz dwóch braci: Kazimierza (ur. 1897) i Edwarda (ur. 1899). Siostra Helena Kozłowska-Dąbrowska była jedną z pierwszych studentek na Akademii Sztuk Pięknych w Krakowie – studiowała u Ignacego Pieńkowskiego.
Zofia po otrzymaniu wykształcenia domowego uczyła się w szkole Marii Krzyżanowskiej, a następnie do 1911 w Polskiej Szkole Handlowej w Kielcach. Maturę zdała w gimnazjum w Rydze (1912). Od 1913 studiowała początkowo jako wolna słuchaczka na Uniwersytecie Jagiellońskim. W tym czasie zaangażowała się w niepodległościową działalność polityczną w stowarzyszeniu młodzieży socjalistycznej „Promień” i w Oddziale Żeńskim Związku Strzeleckiego w Krakowie. Należała do grona założycielek Ligi Kobiet Polskich Pogotowia Wojennego w kwietniu 1913 r. w Warszawie. W latach I wojny światowej po powtórnym zdaniu matury Zakopanem w pracowała jako nauczycielka w Kielcach. Była wówczas działaczką okręgu kieleckiego Ligi Kobiet Polskich Pogotowia Wojennego, a także członkinią Polskiej Organizacji Wojskowej. Była także od IX 1915 członkinią Rady LKP PW oraz członkiem redakcji „Ziemi Kieleckiej”. Pod koniec 1916 powróciła na studia historyczne na UJ. Podjęła także działalność w krakowskim kole Ligi Kobiet Galicji i Śląska. W 1918 roku przystąpiła do młodzieżowego koła Polskiej Partii Socjalistycznej.

W 1918 roku Zofia napisała memoriał do Senatu Akademickiego o dopuszczenie kobiet na Wydział Prawa, który specjalna delegacja zaniosła do rektora i dziekana prawa. W przypadku odmownej odpowiedzi planowano „awantury”. Jednak nie było to konieczne.

(...) zabrałam się na napisanie memorialiku do Senatu Akademickiego o dopuszczenie kobiet na Wydział Prawny, który mi już dawno „Jedność”, napisać kazała. Jest to rzeczywiście niesprawiedliwość. Urzędniczek potrzebują coraz więcej, nawet jak niektórym na poczcie nie pozwalają wychodzić zamąż, a awansować im nie dają, bo do tego trzeba studiów prawnych. Byłyśmy z tym memoriałem i uroczystymi delegacyjnemi minami u rektora i dziekana prawa. Obaj zrobili takie miny, że pewnie nic z tego nie będzie. Rektor się nawet bardzo nie zdziwił, kiedy mu powiedziałam, że w Warszawie kobiety są zwyczajnemi słuchaczkami na prawie. No, ale jeżeli do końca czerwca nie rozpatrzą tej sprawy, albo jeżeli dadzą odmowna odpowiedź, to zrobimy awantury na Uniwersytecie, więc tym zmamuciałym Stańczykom nagada się takich rzeczy, jakich dawno nie słyszeli, bo od czasu wojny młodzież względem senatu jest uprzedzająco grzeczna i uległa

Po zachorowania na grypę hiszpankę i okresie niemal dwuletniej rekonwalescencji (1919-1921) pracowała na prywatnej pensji w Krakowie i w Pracowni Atlasu Historycznego PAU W 1923 obroniła pracę doktorską poświęconą klasztorowi cysterskiemu w Koprzywnicy, której promotorem był Władysław Semkowicz. W latach 1924–1934 była zatrudniana okresowo na Uniwersytecie Jagiellońskim, m.in. przez pewien czas pracowała w Obserwatorium Astronomicznym. Z UJ związana była do momentu przejścia na emeryturę. Habilitację uzyskała w 1937 roku. W latach 1937–1939 pracowała na stanowisku adiunkta w Katedrze Nauk Pomocniczych Historii UJ. Podczas II wojny światowej prowadziła tajne seminarium w zastępstwie aresztowanego przez Niemców jej mistrza W. Semkowicza, zajęła się również zabezpieczeniem zbiorów uczelni. Po wyzwoleniu w 1945 objęła stanowisko adiunkta, a w 1954 roku – profesora nadzwyczajnego na UJ.
Od 1927 była żoną archiwisty i historyka Włodzimierza Budki (1894-1977), mieli córkę Anielę. Pochowana na cmentarzu Rakowickim w Krakowie razem z mężem i córką oraz siostrzenicą Anną Dąbrowską (córką siostry Heleny Kozłowskiej-Dąbrowskiej). Pozostawiła po sobie Wspomnienia z lat 1893–1923, opublikowane w 2018 roku.

## Twórczość naukowa
Jako historyczka specjalizowała się w naukach pomocniczych historii i źródłoznawstwie. Drugim ważnym nurtem jej zainteresowań badawczych była problematyka historii Uniwersytetu Jagiellońskiego. Była także autorką wielu haseł do Polskiego Słownika Biograficznego. Przygotowała m.in. krytyczne wydanie Rocznika kapituły krakowskiej. Współzałożycielka „Małopolskich Studiów Historycznych”, których była pierwszym redaktorem naczelnym. Jak napisał Stanisław Szczur: w dorobku naukowym Zofii Kozłowskiej-Budkowej brak prac syntetycznych, obszernych monografii, czy uniwersyteckich podręczników. Ten rodzaj twórczości naukowej wyraźnie Jej nie odpowiadał. Była mistrzynią szczegółu. Ważna była. dla Niej treść nie objętość. Liczył się precyzyjnie skonstruowany przypis, udostępnienie badaczom konkretnej informacji źródłowej, wiadomości o znalezionym rękopisie. Nad własnymi tekstami pracowała długo, skracając i niszcząc kolejne wersje. Z kolei Arkadiusz Więch podkreśla, że znana była powszechnie jako mistrzyni posługiwania się małą formą. Nie była autorką żadnej monografii w ścisłym słowa tego znaczeniu, jednakże wiele napisanych przez nią artykułów miało fundamentalny charakter dla prac podejmowanych przez kolejnych historyków.

## Wybrane publikacje i edycje źródeł
Bibliografię całości prac Zofii Kozłowskiej-Budkowej za lata 1922–1988 zamieścił w swym artykule Stanisław Szczur.
- Założenie klasztoru OO. Dominikanów w Krakowie, „Rocznik Krakowski”, T. 20, 1926, s. 1–19[10].
- Najstarszy rękopis Biblioteki Kórnickiej, „Przegląd Biblioteczny”, R. 3, 1929, s. 496–509.
- Płockie zapiski o cudach z roku 1148, „Kwartalnik Historyczny”, R. 44, 1930, s. 341–348.
- Biblioteka heraldyczna Zygmunta Luba-Radzimińskiego, „Miesięcznik Heraldyczny”, R. 10, 1931, s. 212–213.
- Przyczynki do krytyki dokumentów śląskich z pierwszej połowy XIII wieku,, [w:] Studia z historii społecznej i gospodarczej poświęcone Franciszkowi Bujakowi, Lwów 1931, s. 1–19.
- Dokument z roku 1390 w sprawie „ruszycy”, „Kwartalnik Historyczny”, R. 48, 1934, s. 65–69.
- Rzekomy dokument arcybiskupa gnieźnieńskiego Jakuba z roku 1136, „Collectanea Theologica”, R. 17, 1936, s. 388–390,
- Repertorjum polskich dokumentów doby piastowskiej. Do końca wieku XII, z. 1, Kraków 1937
- Uposażenie klasztoru PP. Norbertanek w Imbramowicach (1228-1450),, [w:] Studia historyczne ku czci Stanisława Kutrzeby, t. II, Kraków 1938, s. 369–380.
- Pieczęć Konrada Mazowieckiego z roku 1223 i jej falsyfikat, „Wiadomości Numizmatyczno-Archeologiczne”, R. 20, 1938, Kraków 1939, s. 292–295.
- Dokumenty klasztoru PP Norbertanek w Imbramowicach (1228-1450),, [w:] „Archiwum Komisji Historycznej PAU”, seria II, t. 4 (ogólnego zbioru t. XVI), Kraków 1948, s. 77–126[10].
- Uwagi o rękopisach kazania „De bellis iustis”, „Sprawozdania PAU”, T. 50, 1949, s. 59–60.
- Najdawniejsze krakowskie mowy uniwersyteckie, „Sprawozdania PAU”, T. 52, 1951, s. 570–575.
- Kodeks Mikołaja Tempelfelda, „Sprawozdania PAU”, T. 53, 1952, s. 466–469.
- [wraz z Marią Friedbergową i Brygidą Kiirbisówną] Instrukcja dla wydawnictwa roczników polskich, „Studia Źródłoznawcze”, Т. I, 1957, s. 182–184.
- Początki polskiego rocznikarstwa, „Studia Źródłoznawcze”, T. II, 1958, s. 81–96.
- Rocznik miechowski, „Studia Źródłoznawcze”, T. V, 1960, s. 119–135, 6 tablic.
- Uniwersytet Jagielloński w dobie Grunwaldu, „Zeszyty Naukowe UJ”. Prace historyczne nr 8, Kraków 1961, s. 54–71.
- Odnowienie Jagiellońskie Uniwersytetu Krakowskiego,, [w:] Sprawozdania z posiedzeń komisji Oddziału PAN w Krakowie. Styczeń – czerwiec 1963, Kraków 1963, s. 135–136.
- Odnowienie Jagiellońskie Uniwersytetu Krakowskiego (1390-1414), [w:] Dzieje Uniwersytetu Jagiellońskiego, pod red. K. Lepszego, T. I, Kraków 1964, s. 37–89.
- Ostatnie małżeństwo Kazimierza Wielkiego,, [w:] Sprawozdania z posiedzeń komisji Oddziału PAN w Krakowie. Lipiec – grudzień 1963, Kraków 1964, s. 423–424
- Z dziejów kolegiaty św. Andrzeja w Krakowie, „Studia Historyczne”, R. 10, 1967, s. 23–30.

- W sprawie Uniwersytetu kazimierzowskiego (przegląd nowych ustaleń, dyskusji i hipotez), „Studia Historyczne”, R. 12, 1969, s. 237–247.
- Polonia w Bolonii w latach 1300–1327,, [w:] Cultus et cognitio. Studia z dziejów średniowiecznej kultury, Warszawa 1976, s. 281–293.
- Najdawniejsze roczniki krakowskie i kalendarz, Pomniki Dziejowe Polski. Seria II, tom V, Warszawa 1978.
- [wraz ze Stanisławem Szczurem] Dzieje opactwa cysterskiego w Koprzywnicy do końca XIV wieku, „Nasza Przeszłość”, T. 60 (1983), s. 5–77.
- [wraz z Celiną Zawodzińską] I primi studenti polacchi all’ universita di Bologna (fino al 1364),, [w:] Commentationes Historicae. Almae Matri Studiorum Bononiensi novem saecula feliciter celebranti ab Universitate Iagellonica Cracoviensi oblatae, Kraków 1988, s. 27–48.
- Studia z dziejów kultury średniowiecznego Krakowa, Kraków 2015